# Conrad I de Suabia
Conrad I (n. 915 d.Hr. – d. 20 august 997 d.Hr.), membru al dinastiei Conradinilor, a fost duce de Suabia de la 983 până la moarte.
Există anumite confuzii cu privire la familia lui Conrad. Identitatea părinților săi nu este cunoscută cu certitudine. Aceeași situație este și în cazul soției sale, care nu pare să aibă cum să fie fiica ducelui Liudolf de Suabia. Se știe doar că a avut cel puțin șase copii, inclusiv succesorul său în Suabia, Herman al II-lea.
Când ducele Otto I de Suabia a murit pe neașteptate în timpul campaniei din Italia din 981–982, era necăsătorit și fără urmași. Împăratul Otto al II-lea l-a înfeudat cu Ducatul de Suabia pe Conrad care îi era loial.
Atribuirea titlului de Duce de Suabia lui Conrad a marcat revenirea Conradinilor la cârmuirea Ducatului de Suabia după o pauză ce dura din anul 948.
Conrad a murit în 997 și a fost succedat de fiul său, Herman al II-lea, acesta fiind primul caz din istoria Ducatului de Suabia în care succesiunea la conducerea ducatului s-a realizat prin moștenire directă de la tată la fiu.

## Căsătorie și descendenți
Conrad s-a căsătorit în 948 cu Reginlint care, conform unei opinii izolate, era o fiică a ducelui Liudolf de Suabia (930–957) din familia Liudolfingilor și, prin urmare, o nepoată a împăratului Otto I.
Conrad a avut cel puțin șapte copii:
- Liutold de Önningen (920–997);[4]
- Conrad;[5]
- Hermann al II-lea (d. 1003), duce al Suabiei din 997, candidat la alegerea regelui romano-german din 1002/1003; căsătorit în 988 cu Gerberga de Burgundia (965–1019), fiica lui Conrad I al Burgundiei;[6]
- Ita de Önningen, căsătorită cu Rudolf al II-lea, conte de Altdorf (din familia Welfilor);[7]
- o fiică,  după 1011 căsătorită cu Vladimir I Swjatoslawitsch (Vladimir cel Sfânt, d. 15 iulie 1015), Mare Prinț al Kievului;[8]
- Iudita (d. 1020), căsătorită cu NN de Rheinfelden și apoi cu Adalbert, conte de Metz;[9]
- Cunizza (d. 1020) căsătorită cu Frederic I, conte de Dießen.[10]